# Collegio uninominale Puglia - 10 (2017)
Il collegio elettorale uninominale Puglia - 10 è stato un collegio elettorale uninominale della Repubblica Italiana per l'elezione della Camera dei deputati tra il 2017 ed il 2022.

## Territorio
Come previsto dalla legge elettorale italiana del 2017, il collegio era stato definito tramite decreto legislativo all'interno della circoscrizione Puglia.
Era formato dal territorio di 6 comuni: Faggiano, Leporano, Lizzano, Pulsano, Statte e Taranto.
Il collegio era quindi interamente compreso nella provincia di Taranto.
Il collegio era parte del collegio plurinominale Puglia - 03.

## Eletti
| Elezione | Elezione | Deputato          | Partito            |
| -------- | -------- | ----------------- | ------------------ |
|          | 2018     | Rosalba De Giorgi | Movimento 5 Stelle |

## Dati elettorali

### XVIII legislatura
Come previsto dalla legge elettorale, 232 deputati erano eletti con sistema a maggioranza relativa in altrettanti collegi uninominali a turno unico.
| Candidati              | Candidati                   | Voti    | %     | Liste                    | Voti    | %     |
| ---------------------- | --------------------------- | ------- | ----- | ------------------------ | ------- | ----- |
|                        | Rosalba De Giorgi ✔️ Eletto | 60 673  | 47,70 | Movimento 5 Stelle       | 60 673  | 47,70 |
|                        | Stefania Fornaro            | 37 863  | 29,77 | Forza Italia             | 24 675  | 19,40 |
| Lega                   | Stefania Fornaro            | 37 863  | 29,77 | 7 251                    | 5,70    |       |
| Fratelli d'Italia      | Stefania Fornaro            | 37 863  | 29,77 | 4 628                    | 3,64    |       |
| Noi con l'Italia - UDC | Stefania Fornaro            | 37 863  | 29,77 | 1 309                    | 1,03    |       |
|                        | Lucio Lonoce                | 20 315  | 15,97 | Partito Democratico      | 17 255  | 13,57 |
| +Europa                | Lucio Lonoce                | 20 315  | 15,97 | 1 974                    | 1,55    |       |
| Italia Europa Insieme  | Lucio Lonoce                | 20 315  | 15,97 | 659                      | 0,52    |       |
| Civica Popolare        | Lucio Lonoce                | 20 315  | 15,97 | 327                      | 0,26    |       |
|                        | Palma Varsavia              | 3 381   | 2,66  | Liberi e Uguali          | 3 381   | 2,66  |
|                        | Antonella Cito              | 1 473   | 1,16  | Italia agli Italiani     | 1 473   | 1,16  |
|                        | Giovanni Lippolis           | 1 263   | 0,99  | Potere al Popolo!        | 1 263   | 0,99  |
|                        | Giuseppe Varlaro            | 748     | 0,59  | CasaPound                | 748     | 0,59  |
|                        | Alessandro Gentile          | 529     | 0,42  | Il Popolo della Famiglia | 529     | 0,42  |
|                        | Raffaella Palmisano         | 473     | 0,37  | Partito Comunista        | 473     | 0,37  |
|                        | Teresa Marseglia            | 220     | 0,17  | Partito Valore Umano     | 220     | 0,17  |
|                        | Cosimo Sammarco             | 180     | 0,14  | 10 Volte Meglio          | 180     | 0,14  |
|                        | Clara Dimitri               | 66      | 0,05  | PRI - ALA                | 66      | 0,05  |
| Totale                 | Totale                      | 127 184 | 100   |                          | 127 184 | 100   |
|                        |                             |         |       |                          |         |       |
| Voti non validi        | Voti non validi             | 3 595   | 2,75  |                          |         |       |
| Votanti                | Votanti                     | 130 779 | 65,28 |                          |         |       |
| Elettori               | Elettori                    | 200 344 |       |                          |         |       |